# Sea Patrol/Episodenliste

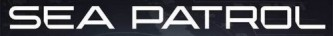
Logo zur Serie

Diese Episodenliste enthält alle Episoden der australischen Dramaserie Sea Patrol, sortiert nach der australischen Erstausstrahlung. Zwischen 2007 und 2011 entstanden in fünf Staffeln insgesamt 68 Episoden mit einer Länge von jeweils etwa 44 Minuten.

## Übersicht
| Staffel | Episodenanzahl | Erstausstrahlung USA | Erstausstrahlung USA | Deutschsprachige Erstausstrahlung | Deutschsprachige Erstausstrahlung |
| Staffel | Episodenanzahl | Staffelpremiere      | Staffelfinale        | Staffelpremiere                   | Staffelfinale                     |
| ------- | -------------- | -------------------- | -------------------- | --------------------------------- | --------------------------------- |
| 1       | 13             | 5. Juli 2007         | 4. Oktober 2007      | 6. Juli 2011                      | 17. August 2011                   |
| 2       | 13             | 31. März 2008        | 23. Juni 2008        | 17. August 2011                   | 28. September 2011                |
| 3       | 13             | 18. Mai 2009         | 27. Juli 2009        | 5. Oktober 2011                   | 16. November 2011                 |
| 4       | 16             | 31. März 2010        | 23. Juni 2010        | 16. November 2011                 | 11. Januar 2012                   |
| 5       | 13             | 26. April 2011       | 12. Juli 2011        | 11. Januar 2012                   | 22. Februar 2012                  |

## Staffel 1
Die Erstausstrahlung der ersten Staffel war vom 5. Juli bis zum 4. Oktober 2007 auf dem australischen Fernsehsender Nine Network zu sehen. Die deutschsprachige Erstausstrahlung wurde vom 6. Juli bis zum 17. August 2011 auf dem Free-TV-Sender Das Vierte ausgestrahlt.
| Nr. (ges.) | Nr. (St.) | Deutscher Titel           | Originaltitel        | Erstausstrahlung Australien | Deutschsprachige Erstausstrahlung (D) | Regie              | Drehbuch          |
| ---------- | --------- | ------------------------- | -------------------- | --------------------------- | ------------------------------------- | ------------------ | ----------------- |
| 1          | 1         | Willkommen an Bord        | Welcome Aboard       | 5. Juli 2007                | 6. Juli 2011                          | Chris Martin-Jones | Tony Morphett     |
| 2          | 2         | Auf falschem Kurs         | What Lies Beneath    | 12. Juli 2007               | 6. Juli 2011                          | Chris Martin-Jones | Tony Morphett     |
| 3          | 3         | Geister der Vergangenheit | Ghost of Things Past | 19. Juli 2007               | 13. Juli 2011                         | Chris Martin-Jones | Michaeley O’Brien |
| 4          | 4         | Irukandji                 | Irukandji            | 26. Juli 2007               | 13. Juli 2011                         | Chris Martin-Jones | Jeff Truman       |
| 5          | 5         | Unter dem Horizont        | Under the Radar      | 2. Aug. 2007                | 20. Juli 2011                         | Chris Martin-Jones | Marcia Gardner    |
| 6          | 6         | Wertvolle Fracht          | Precious Cargo       | 9. Aug. 2007                | 20. Juli 2011                         | Chris Martin-Jones | John Ridley       |
| 7          | 7         | Mayday!                   | Rescue Me            | 16. Aug. 2007               | 27. Juli 2011                         | Geoff Bennett      | John Ridley       |
| 8          | 8         | Bombenstimmung            | Through the Storm    | 23. Aug. 2007               | 27. Juli 2011                         | Geoff Bennett      | Chris Hawkshaw    |
| 9          | 9         | Der Fluch                 | Under the Hammer     | 30. Sep. 2007               | 3. Aug. 2011                          | Geoff Bennett      | Jeff Truman       |
| 10         | 10        | Schadensbegrenzung        | Damage Control       | 6. Sep. 2007                | 3. Aug. 2011                          | Geoff Bennett      | Sarah Smith       |
| 11         | 11        | Blutdiamanten             | Chinese Whispers     | 13. Sep. 2007               | 10. Aug. 2011                         | Geoff Bennett      | Tony Morphett     |
| 12         | 12        | In letzter Sekunde        | Deep Water           | 20. Sep. 2007 4. Okt. 2007  | 10. Aug. 2011                         | Geoff Bennett      | Kristen Dunphy    |
| 13         | 13        | Die letzte Fahrt          | Cometh the Hour      | 4. Okt. 2007                | 17. Aug. 2011                         | Chris Martin-Jones | Dave Warner       |

## Staffel 2
Die Erstausstrahlung der zweiten Staffel war vom 31. März bis zum 23. Juni 2008 auf dem australischen Fernsehsender Nine Network zu sehen. Die deutschsprachige Erstausstrahlung wurde vom 17. August bis zum 28. September 2011 auf dem Free-TV-Sender Das Vierte ausgestrahlt.
| Nr. (ges.) | Nr. (St.) | Deutscher Titel        | Originaltitel                 | Erstausstrahlung Australien | Deutschsprachige Erstausstrahlung (D) | Regie         | Drehbuch          |
| ---------- | --------- | ---------------------- | ----------------------------- | --------------------------- | ------------------------------------- | ------------- | ----------------- |
| 14         | 1         | Auf Messers Schneide   | The Dogs of War               | 31. März 2008               | 17. Aug. 2011                         | Geoff Bennett | Adam H. Todd      |
| 15         | 2         | Nervensache            | Fortune Favours               | 7. Apr. 2008                | 24. Aug. 2011                         | Ian Berry     | Michaeley O’Brien |
| 16         | 3         | Feindliche Übernahme   | Takedown                      | 14. Apr. 2008               | 24. Aug. 2011                         | Geoff Bennett | Tony Morphett     |
| 17         | 4         | Kräftemessen           | Heaven Born Captains          | 21. Apr. 2008               | 31. Aug. 2011                         | Ian Berry     | Jeff Truman       |
| 18         | 5         | Ausgeknockt            | Giving Up The Dead            | 28. Apr. 2008               | 31. Aug. 2011                         | Geoff Bennett | John Ridley       |
| 19         | 6         | Vogelgrippe            | Birds                         | 5. Mai 2008                 | 7. Sep. 2011                          | Ian Berry     | Matt Ford         |
| 20         | 7         | Doppeltes Spiel        | Hidden Agendas                | 12. Mai 2008                | 7. Sep. 2011                          | Geoff Bennett | Philip Dalkin     |
| 21         | 8         | Happy Birthday, Bomber | Heart of Glass                | 19. Mai 2008                | 14. Sep. 2011                         | Ian Berry     | Samantha Winston  |
| 22         | 9         | Söldner                | Shadow Line                   | 29. Mai 2008                | 14. Sep. 2011                         | Geoff Bennett | Tony Morphett     |
| 23         | 10        | Captain Kate           | Rules of Engagement           | 2. Juni 2008                | 21. Sep. 2011                         | Ian Berry     | Jeff Truman       |
| 24         | 11        | Ende einer Karriere    | A Brilliant Career            | 9. Juni 2008                | 21. Sep. 2011                         | Geoff Bennett | Michaeley O’Brien |
| 25         | 12        | Freund und Feind       | Friends Close, Enemies Closer | 16. Juni 2008               | 28. Sep. 2011                         | Ian Berry     | Felicity Packard  |
| 26         | 13        | Glücksritter           | Soldiers of Fortune           | 23. Juni 2008               | 28. Sep. 2011                         | Ian Berry     | John Ridley       |

## Staffel 3
Die Erstausstrahlung der dritten Staffel war vom 18. Mai bis zum 27. Juli 2009 auf dem australischen Fernsehsender Nine Network zu sehen. Die deutschsprachige Erstausstrahlung wurde vom 5. Oktober bis zum 16. November 2011 auf dem Free-TV-Sender Das Vierte ausgestrahlt.
| Nr. (ges.) | Nr. (St.) | Deutscher Titel     | Originaltitel       | Erstausstrahlung Australien | Deutschsprachige Erstausstrahlung (D) | Regie      | Drehbuch         | Zuschauer  |
| ---------- | --------- | ------------------- | ------------------- | --------------------------- | ------------------------------------- | ---------- | ---------------- | ---------- |
| 27         | 1         | Der letzte Fang     | Catch and Release   | 18. Mai 2009                | 5. Okt. 2011                          | Ian Barry  | Adam H Todd      | 1,33 Mio.  |
| 28         | 2         | Affentheater        | Monkey Business     | 25. Mai 2009                | 5. Okt. 2011                          | Steve Mann | Felicity Packard | 1.385 Mio. |
| 29         | 3         | Menschenhandel      | China Dolls         | 1. Juni 2009                | 12. Okt. 2011                         | Ian Barry  | Philip Dalkin    | 1.282 Mio. |
| 30         | 4         | Dunkle Geschäfte    | Guns                | 8. Juni 2009                | 12. Okt. 2011                         | Steve Mann | John Ridley      | 1.366 Mio. |
| 31         | 5         | Das Geisternetz     | Ghost Net           | 15. Juni 2009               | 19. Okt. 2011                         | Ian Barry  | Jeff Truman      | 1.358 Mio. |
| 32         | 6         | Die Bombe           | Oh Danny Boy        | 22. Juni 2009               | 19. Okt. 2011                         | Steve Mann | John Ridley      | 1.309 Mio. |
| 33         | 7         | Das Killerschiff    | Half Life           | 29. Juni 2009               | 26. Okt. 2011                         | Steve Mann | John Ridley      | 1.333 Mio. |
| 34         | 8         | Halbwertszeit       | Red Sky Morning     | 6. Juli 2009                | 26. Okt. 2011                         | Ian Barry  | Tony Morphett    | 1.215 Mio. |
| 35         | 9         | Perlen vor die Säue | Pearls Before Swine | 13. Juli 2009               | 2. Nov. 2011                          | Ian Barry  | Matt Ford        | 1.350 Mio. |
| 36         | 10        | Lebenswege          | Safeguard           | 20. Juli 2009               | 2. Nov. 2011                          | Steve Mann | Jeff Truman      | 1.281 Mio. |
| 37         | 11        | Der Verrat          | Secret Cargo        | 20. Juli 2009               | 9. Nov. 2011                          | Ian Barry  | Adam H Todd      | 1.197 Mio. |
| 38         | 12        | Schwarzes Gold      | Black Gold          | 27. Juli 2009               | 9. Nov. 2011                          | Steve Mann | Jeff Truman      | 1.279 Mio. |
| 39         | 13        | Tote Fische         | Red Reef            | 27. Juli 2009               | 16. Nov. 2011                         | Ian Barry  | John Ridley      | 1.289 Mio. |

## Staffel 4
Die Erstausstrahlung der vierten Staffel war vom 31. März bis zum 23. Juni 2010 auf dem australischen Fernsehsender Nine Network zu sehen. Die deutschsprachige Erstausstrahlung wurde vom 16. November 2011 bis zum 11. Januar 2012 auf dem Free-TV-Sender Das Vierte ausgestrahlt.
| Nr. (ges.) | Nr. (St.) | Deutscher Titel     | Originaltitel            | Erstausstrahlung Australien | Deutschsprachige Erstausstrahlung (D) | Regie          | Drehbuch       | Zuschauer  |
| ---------- | --------- | ------------------- | ------------------------ | --------------------------- | ------------------------------------- | -------------- | -------------- | ---------- |
| 40         | 1         | Licht und Schatten  | Night of the Long Knives | 15. Apr. 2010               | 16. Nov. 2011                         | Steve Mann     | John Ridley    | 1,30 Mio.  |
| 41         | 2         | Krokodilstränen     | Crocodile Tears          | 22. Apr. 2010               | 23. Nov. 2011                         | Geoff Bennett  | Marcia Gardner | 1,10 Mio.  |
| 42         | 3         | Heiße Ware          | The Right Stuff          | 29. Apr. 2010               | 23. Nov. 2011                         | Steve Mann     | Philip Dalkin  | 1,04 Mio.  |
| 43         | 4         | Lösegeld            | Ransom                   | 6. Mai 2007                 | 30. Nov. 2011                         | Geoff Bennett  | Jeff Truman    | 1,07 Mio.  |
| 44         | 5         | Verlorenes Paradies | Paradise Lost            | 13. Mai 2010                | 30. Nov. 2011                         | Steve Mann     | Philip Dalkin  | 1,13 Mio.  |
| 45         | 6         | Der große Fang      | Big Fish                 | 20. Mai 2010                | 7. Dez. 2011                          | Steve Mann     | John Ridley    | 1,22 Mio.  |
| 46         | 7         | Ein Hundeleben      | Shoes of the Fisherman   | 27. Mai 2010                | 7. Dez. 2011                          | Geoff Bennett  | Marcia Gardner | 1,17 Mio.  |
| 47         | 8         | Innere Werte        | The Universal Donor      | 3. Juni 2010                | 14. Dez. 2011                         | Geoff Bennett  | Jeff Truman    | 1,19 Mio.  |
| 48         | 9         | Auf eigene Faust    | Dutch Courage            | 10. Juni 2010               | 14. Dez. 2011                         | Steve Mann     | John Ridley    | 1,18 Mio.  |
| 49         | 10        | Teamgeist           | Rawhide                  | 17. Juni 2010               | 21. Dez. 2011                         | Geoff Bennett  | Marcia Gardner | 1,10 Mio.  |
| 50         | 11        | Zu tief getaucht    | Brotherhood of the Sea   | 24. Juni 2010               | 21. Dez. 2011                         | Steve Mann     | Jeff Truman    | 1,19 Mio.  |
| 51         | 12        | Dschungelfieber     | Rumble in the Jungle     | 1. Juli 2010                | 28. Dez. 2011                         | Geoff Bennett  | Philip Dalkin  | 1,12 Mio.  |
| 52         | 13        | Falsche Freunde     | Soft Target              | 8. Juli 2010                | 28. Dez. 2011                         | Marcia Gardner | Steve Mann     | 1,04 Mio.  |
| 53         | 14        | Lebensretter        | Live Catch               | 15. Juli 2010               | 4. Jan. 2012                          | Geoff Bennett  | Jeff Truman    | 1,16 Mio.  |
| 54         | 15        | Goldrausch          | Flotsam and Jetsam       | 22. Juli 2010               | 4. Jan. 2012                          | Steve Mann     | Philip Dalkin  | 1.042 Mio. |
| 55         | 16        | Die Ehrenschuld     | In Too Deep              | 29. Juli 2010               | 11. Jan. 2012                         | Geoff Bennett  | John Ridley    | 1.085 Mio. |

## Staffel 5
Die Erstausstrahlung der fünften Staffel war vom 26. April bis zum 12. Juli 2011 auf dem australischen Fernsehsender Nine Network zu sehen. Die deutschsprachige Erstausstrahlung wurde vom 11. Januar bis zum 22. Februar 2012 auf dem Free-TV-Sender Das Vierte ausgestrahlt.
| Nr. (ges.) | Nr. (St.) | Deutscher Titel           | Originaltitel     | Erstausstrahlung Australien | Deutschsprachige Erstausstrahlung (D) | Regie         | Drehbuch        | Zuschauer  |
| ---------- | --------- | ------------------------- | ----------------- | --------------------------- | ------------------------------------- | ------------- | --------------- | ---------- |
| 56         | 1         | Der Dritte Mann           | The Third Man     | 26. Apr. 2011               | 11. Jan. 2012                         | Steve Mann    | John Ridley     | 1.941 Mio. |
| 57         | 2         | Auge um Auge              | Eye for an Eye    | 3. Mai 2011                 | 18. Jan. 2012                         | Geoff Bennett | Marcia Gardner  | 0.675 Mio. |
| 58         | 3         | Schatten der Leidenschaft | Crimes of Passion | 10. Mai 2011                | 18. Jan. 2012                         | Steve Mann    | Jeff Truman     | 0.603 Mio. |
| 59         | 4         | Tödliche Geschäfte        | Spoils of War     | 17. Mai 2011                | 25. Jan. 2012                         | Geoff Bennett | Philip Dalkin   | 0.718 Mio. |
| 60         | 5         | Die Todeszone             | Dead Zone         | 24. Mai 2011                | 25. Jan. 2012                         | Steve Mann    | Catherine Ferla | 0.658 Mio. |
| 61         | 6         | Undercover                | The Stinger       | 31. Mai 2011                | 1. Feb. 2012                          | Geoff Bennett | Marcia Gardner  | 0.645 Mio. |
| 62         | 7         | Schwarze Seelen           | Black Flights     | 31. Mai 2011                | 1. Feb. 2012                          | Steve Mann    | Jeff Truman     | 0.389 Mio. |
| 63         | 8         | Am seidenen Faden         | Lifeline          | 7. Juni 2011                | 8. Feb. 2012                          | Geoff Bennett | Philip Dalkin   | 0.713 Mio. |
| 64         | 9         | Unter Verdacht            | Dead Sea          | 14. Juni 2011               | 8. Feb. 2012                          | Steve Mann    | John Ridley     | 0.493 Mio. |
| 65         | 10        | Jäger und Gejagte         | The Hunted        | 21. Juni 2011               | 15. Feb. 2012                         | Geoff Bennett | John Ridley     | 0.532 Mio. |
| 66         | 11        | Der Morgen danach         | The Morning After | 28. Juni 2011               | 15. Feb. 2012                         | Steve Mann    | Philip Dalkin   | 0.752 Mio. |
| 67         | 12        | Der letzte Zeuge          | Saving Ryan       | 5. Juli 2011                | 22. Feb. 2012                         | Geoff Bennett | Jeff Truman     | 0.820 Mio. |
| 68         | 13        | Helden                    | One Perfect Day   | 12. Juli 2011               | 22. Feb. 2012                         | Steve Mann    | Marcia Gardner  | 0.843 Mio. |